# Carlos Moreira
Carlos Moreira Reisch (* um 1947 in Nueva Helvecia, Uruguay) ist ein uruguayischer Rechtsanwalt und Politiker.
Moreira wurde etwa 1947 in Nueva Helvecia geboren, wo er auch die Schule besuchte. Er studierte an der Universidad de la República in Montevideo und ist Doktor der Rechts- und der Sozialwissenschaften.
Er ist Mitglied der Partido Nacional und wurde bei der Wahl 1985 für die sich anschließende Legislaturperiode als Abgeordneter für das Departamento Colonia gewählt. Von 1990 bis 1993 hatte er dann unter Präsident Luis Alberto Lacalle das Amt des Staatssekretärs im Innenministerium von Uruguay inne. 1994 kandidierte er für den Posten des Intendente Municipal in Colonia und konnte die Wahl mit großer Mehrheit für sich entscheiden. Ab 1995 übte er diese Funktion aus. Als erstem Intendente dieses Departamentos überhaupt gelang ihm im Jahr 2000 eine Wiederwahl. 2004 übernahm er schließlich das Amt des Vorsitzenden des Congreso Nacional de Intendentes. Seit 2005 ist er als Vertreter der Alianza Nacional, eines Flügels der Partido Nacional, Senator in der Cámara de Senadores.